# Skotniki (gmina w powiecie tureckim)
Skotniki – dawna gmina wiejska istniejąca do 1937 roku w województwie łódzkim (II Rzeczpospolita). Nazwa gminy pochodzi od wsi Skotniki, lecz siedzibą władz gminy był Czepów Dolny.
W okresie międzywojennym gmina Skotniki należała do powiatu tureckiego w województwie łódzkim. Gminę zniesiono 1 października 1937 roku w związku z reformą gminną przeprowadzoną na terenie powiatu tureckiego w 1937 roku, polegającą na zniesieniu 16 gmin wiejskich, a w ich miejsce utworzeniu 7 nowych. Obszar zniesionej gminy Skotniki wszedł w skład nowej gminy Orzeszków.